# Basilique de la Panaghia Katapoliani
La basilique de la Panaghia Katapoliani ou basilique de la Panaghia Ekatontapyliani (grec moderne : Παναγία η Καταπολιανή ou Παναγία η Εκατονταπυλιανή) située à Parikiá, port et ville principale de Paros, est le plus grand sanctuaire paléochrétien des Cyclades et le troisième plus grand de Grèce. Sa fondation remonte au IVe siècle et le bâtiment actuel date du VIe siècle.
L'ensemble architectural est ceint d'un mur long de plus de deux cents mètres dont une partie est constituée de bâtiments annexes abritant divers services et bureaux, comme ceux de l'évêché de Paronaxia qui regroupe Paros et sa voisine Naxos. L'église principale (40 m sur 25 m), dédiée à la Dormition de la Vierge, est flanquée du plus vieux et du mieux préservé des baptistères de l'Orient chrétien (IVe siècle). Elle est aussi adossée à la plus ancienne église de l'île, elle aussi du IVe siècle, transformée en chapelle (chapelle Saint-Nicolas).
Au début des années 1960, l'ensemble architectural a été l'objet de fouilles et de rénovations par l'équipe de l'archéologue Anastássios Orlándos. Ce dernier a décidé de ramener le bâtiment à ce qu'il considérait comme son état d'origine, celui du VIe siècle, en faisant disparaître tous les ajouts postérieurs comme le chaulage ou les fresques. Cela donne à la Panaghia Katapoliani un aspect totalement différent de la majorité des autres églises grecques.
La gestion du monument historique dépend du second éphorat des antiquités byzantines (Attique et Cyclades).

## Histoire
Après les églises d'Aghios Dimitrios et d'Acheiropoetos de Thessalonique, la Panaghia Katapoliani est le troisième plus grand sanctuaire paléochrétien de Grèce et le plus ancien dans les îles de l'Égée. L'édifice le plus ancien du complexe, la chapelle Saint-Nicolas, est datée de 313-326, le baptistère est lui aussi du IVe siècle et le bâtiment principal du VIe siècle,,.

### La question du nom

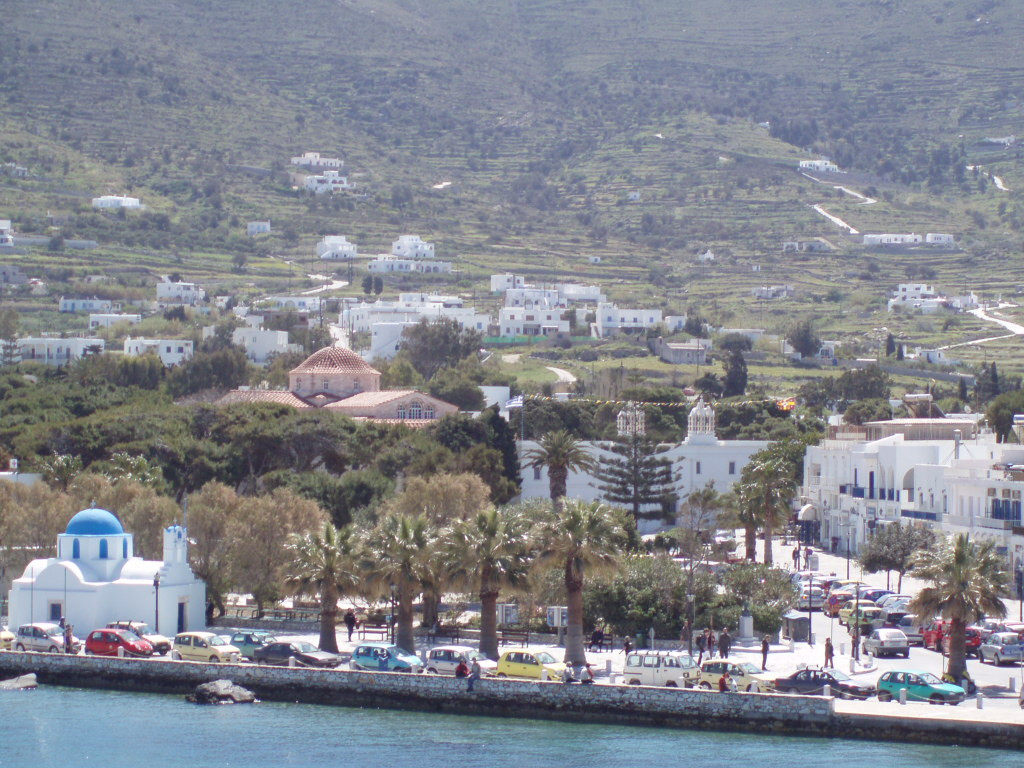
La basilique, vue de la mer : un peu en dehors de la ville ancienne (sur la droite de l'image).

La basilique est désignée par deux noms concurrents. Outre « Katapoliani » (de κάτω « en dessous » et πόλις « ville », c'est-à-dire « en dehors de la ville », « en contrebas de la ville » ou « vers la ville »), est aussi attesté « Ekatontapyliani » (de εκατό, « cent » et πύλαι « portes » c'est-à-dire « aux cent portes »),. Les deux noms renvoient à deux réalités et deux façons différentes d'appréhender le sanctuaire. « Katapoliani » se rencontre pour la première fois à l'écrit dans un texte du duc de Naxos Giovanni IV Crispo, daté de 1562. Le terme est une description de la localisation : « kata » (« en dehors », « vers ») « polis » (« la ville ») : le complexe se situait alors en dehors de la ville médiévale, en contrebas de la ville médiévale, en direction de la ville antique. « Ekatontapyliani » est attesté pour la première fois dans un texte du patriarche œcuménique de Constantinople Theoleptos II, en 1586. Il rappelle une légende millénariste attachée à une basilique dite « aux cents portes » : lorsque la centième porte serait ouverte, Constantinople serait reconquise,,,.
Les deux noms ont autant de valeur historique et linguistique. Ils apparaissent d'ailleurs à peu près au même moment. Aucun ne peut réclamer une prééminence. Longtemps, « Ekatontapyliani » fut rejeté, considéré comme une création tardive d'érudits patriotes (ou nationalistes) du XVIIe ou XVIIIe siècle faisant référence à la Thèbes égyptienne dite aux cent portes. Il pourrait même être probable que les deux noms renvoient à deux éléments distincts du complexe. La première petite église dédiée alors à la Dormition de la Vierge aurait dès sa fondation au IVe siècle été appelée « Katapoliani » (« vers la ville antique »), tandis que la grande église du VIe siècle aurait impressionné par sa taille et aurait été surnommée dès ce moment « Ekatontapyliani » (« aux cent portes »). Les noms auraient ensuite été réactivés : la basilique est « hors de la ville » au Moyen Âge et Constantinople était sous le joug ottoman,,.

### Légendes
Trois légendes principales, sans réelle originalité puisque des équivalents courent sur d'autres bâtiments ailleurs dans le monde, entourent la basilique de la Panaghia Katapoliani,.
Une première légende raconte qu'Hélène, mère de l'empereur romain Constantin se serait arrêtée sur l'île à cause d'une tempête alors qu'elle se rendait à Jérusalem pour y rechercher la Vraie Croix. Elle aurait prié dans la petite église de la Dormition de la Vierge (de nos jours la chapelle Saint-Nicolas dans la basilique) pour le succès de son entreprise et promis de construire une grande basilique dédiée à la Vierge si elle réussissait. Dans certaines versions, elle aurait eu une vision lui confirmant le succès à venir de son entreprise. Elle ne put tenir sa promesse avant sa mort en 328. Elle aurait alors demandé dans son testament que son vœu fût réalisé. Constantin fit donc construire, à côté de la petite église, la grande basilique,,,,. Selon une autre version, ce fut Justinien qui aurait fait bâtir la grande basilique. Cette version a l'avantage d'inclure les deux grandes étapes de la construction : aux IVe et VIe siècles. Enfin, une variante ferait de la chapelle Saint-Nicolas un premier essai de la part de l'architecte avant la construction de la grande basilique.

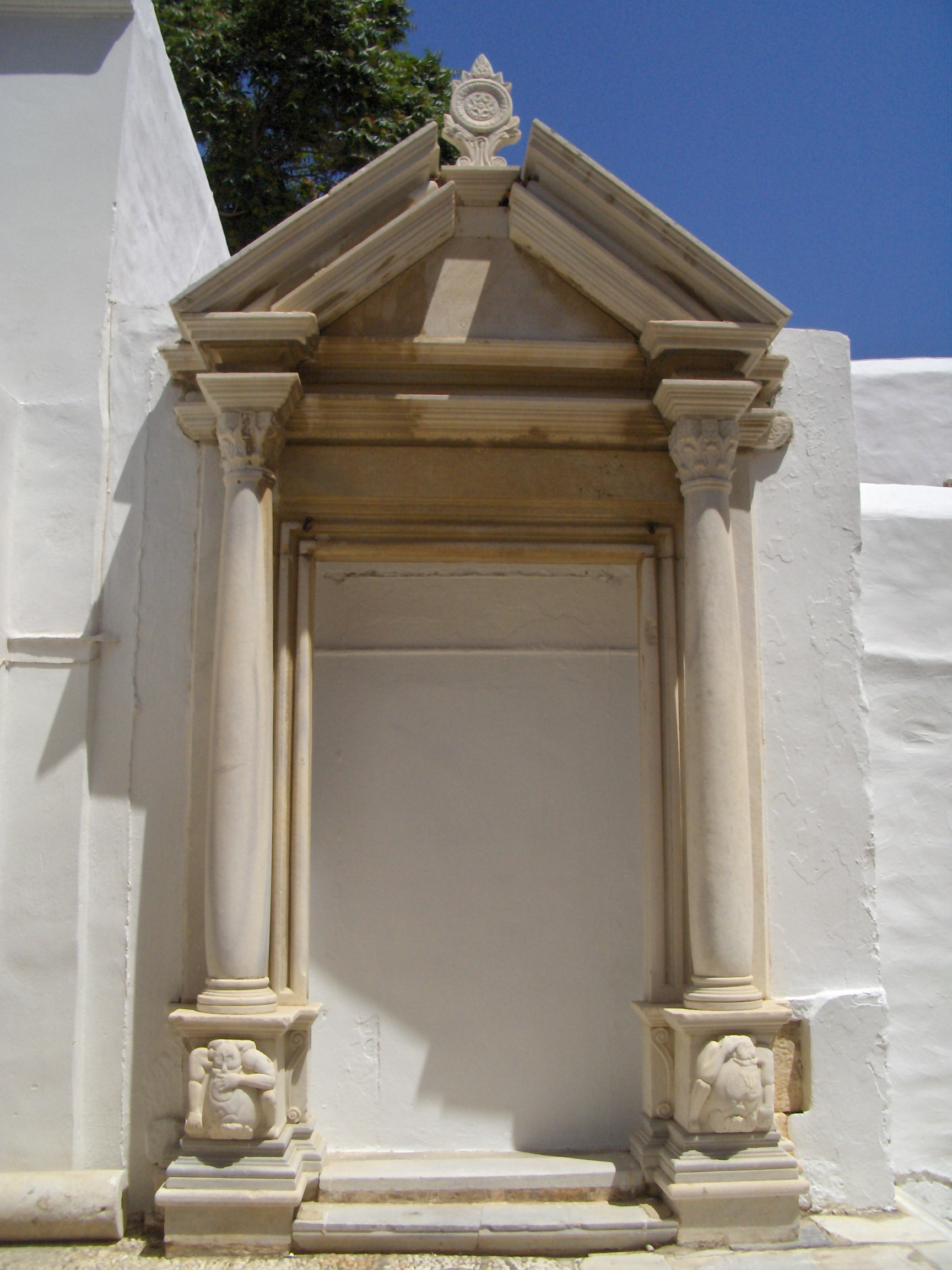
Le portique baroque déposé et entreposé à l'arrière de l'église. Sur les bases des colonnes sont sculptées les deux télamons, figures grotesques évoquant une des légendes liées à la construction du bâtiment.
Le « maître », à gauche, se tient la barbe avec la main, en signe de pénitence de son crime ; l'« élève » à droite, se tient la tête sur laquelle il est tombé.

Selon une deuxième légende attestée dès le XVe siècle donc le début de la domination ottomane, la Panaghia Ekatontapyliani aurait quatre-vingt-dix-neuf portes visibles. La centième serait dissimulée et ne se révélerait (et ne s'ouvrirait) que lors de la reconquête de Constantinople,,.
Une troisième légende évoque la construction de la basilique à l'époque justinienne. L'architecte choisi par l'Empereur aurait été un dénommé Ignatius, élève de l'architecte de Sainte-Sophie à Constantinople (c'est Isidore de Milet qui est le plus souvent cité). Fier de son œuvre, Ignatius aurait invité son maître à admirer son travail. Celui-ci, jaloux de la réussite de son élève, lui aurait signalé un léger défaut, visible depuis une des galeries du narthex. Une fois en haut, l'élève penché pour essayer de voir l'imperfection, le maître l'aurait poussé dans le vide. Cependant, Ignatius l'aurait entraîné dans sa chute et les deux hommes se seraient écrasés juste devant l'entrée de l'église. Lors de l'installation d'un portail baroque sur la façade au XVIIIe siècle, la base des colonnes était sculptée de deux figures grotesques évoquant cette légende. La réfection des années 1960 a enlevé cette façade, mais le portail est toujours visible dans l'arrière-cour de la basilique, posé contre un mur,,.
Enfin, une quatrième légende, moins courante, attribue la construction de la basilique au seul Justinien, au VIe siècle. Il aurait décidé, afin de raffermir la foi vacillante des habitants des îles, soumis à des attaques incessantes de pirates, de leur construire une grande église au cœur des Cyclades. Les fouilles ont prouvé que les bâtiments religieux sont plus anciens et à l'époque de Justinien, les îles n'étaient pas encore la proie des pirates.

### Sources archéologiques et littéraires

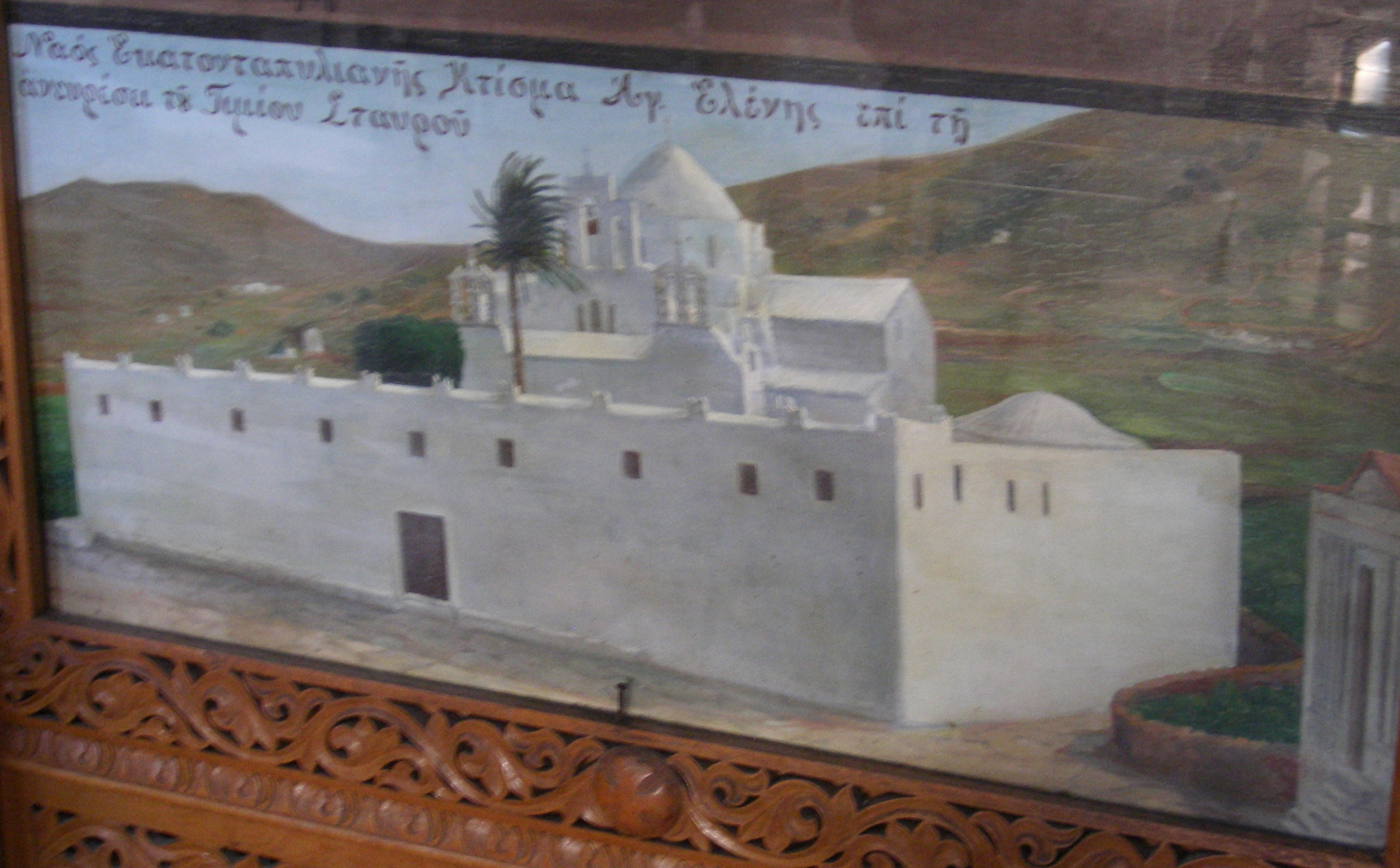
La basilique telle qu'elle était entre la réfection du XVIIIe siècle et les travaux des années 1960.

Certaines sources évoquent la présence d'un sanctuaire païen antique au dessus duquel le complexe chrétien aurait été édifié. Cependant, pour d'autres, si une mosaïque antique a bien été retrouvée au sud du baptistère, elle ne peut cependant être interprétée comme preuve que la basilique aurait supplanté un sanctuaire païen. Il n'existe en effet aucune preuve de cette transition, hormis une tradition orale locale.
Les fouilles archéologiques du professeur Orlandos ont mis au jour deux bâtiments antiques superposés sous l'église principale. Le plus ancien, non daté, à un mètre cinquante de profondeur possédait quatre colonnes. Trois ont été à nouveau recouvertes, mais une a été laissée visible dans le sol de l'église actuelle. Au-dessus, à quatre-vingt centimètres de profondeur, se trouvait un gymnase romain, encore utilisé au début du IVe siècle. Une mosaïque représentant les travaux d'Hercule, révélée par les fouilles, a été déplacée dans la cour du musée archéologique. Les travaux des archéologues ont mis au jour les restes d'un premier bâtiment remontant au IVe siècle, en plus de la chapelle Saint-Nicolas et du baptistère,.
La première mention de la basilique dans les sources écrites se trouve dans la Vie de Théoctiste de Lesbos remontant au Xe siècle. Un épisode de cette hagiographie est consacré à Théoctiste de Paros. Le chapitre évoque Nikétas Magister, un Byzantin envoyé auprès des Arabes qui contrôlaient la Crète au début du Xe siècle, et faisant relâche sur l'île désertée de Paros. Nikétas Magister va prier dans une grande église où un ermite lui raconte la vie de Théoctiste de Paros. L'église est décrite comme très belle, symétrique et soutenue par des colonnes de marbre antique. Nikétas Magister admire le ciborium au-dessus de l'autel et raconte que lors d'un raid des Arabes, ceux-ci ont essayé de l'emporter et l'ont brisé. Ce récit permet une des premières véritables datations du bâtiment. Il est en effet alors possible de conjecturer une construction datant d'avant l'installation des Arabes en Crète, début du IXe siècle. Il est potentiellement même possible de la faire remonter avant le premier siège de Constantinople par les Arabes, fin VIIe siècle. En effet, celui-ci ouvrit une période d'instabilité incompatible avec la construction d'un aussi grand sanctuaire sur une île toujours menacée. Cela replace donc effectivement la construction de la basilique autour du règne de Justinien, comme le veut la tradition. De plus, elle présente aussi des similitudes avec l'église Sainte-Irène de Constantinople, reconstruite sous Justinien dans les années 530-540. Cette église principale remonterait donc au VIe siècle. Sa construction fut certainement rendue nécessaire par la destruction, vraisemblablement par le feu, de l'église constantinienne,,.
La Panaghia Katapoliani semble correspondre à l'église pariote évoquée par Cristoforo Buondelmonti dans son Liber insularum Archipelagi qui décrit vers 1420 les îles du duché de Naxos : « un temple de marbre encore intact dans lequel les Latins ont établi leur culte et qu'ils ont nommé siège épiscopal de Paros »,. La lecture de Cyriaque d'Ancône (première moitié du XVe siècle) par contre semble suggérer un partage de l'espace entre les cultes latin et grec : les catholiques étant installés dans la chapelle Saint-Nicolas. Des travaux récents suggèrent que du temps du duché de Naxos et donc de la domination « latine » sur les Cyclades, la basilique serait restée au culte orthodoxe et ne fut pas appropriée par le culte catholique ; les catholiques ayant donc utilisé la petite chapelle adossée à la grande église.
Le tremblement de terre historiquement attesté de 1508 aurait endommagé les bâtiments et les dômes ; il est cependant possible que ces dommages aient eu lieu à une autre date au cours du XVIe siècle. L'ensemble architectural aurait aussi subi des déprédations lors des diverses invasions ou raids : Vénitiens (au XIIIe siècle et pendant la guerre de Candie) et Ottomans sont principalement blâmés (Khayr ad-Din Barberousse en 1537 et l'amiral Mustapha Kaplan Pacha qui aurait pillé l'église en 1666),,,. Le bâtiment fut enclos au XVIIe siècle par une enceinte dont trois des côtés servent aux cellules des moines.
Durant ce même XVIIe siècle, Vincenzo Coronelli décrit lui aussi la basilique dans son Atlante Veneto (1691-1696). Il utilisa probablement un texte vénitien perdu depuis, puisqu'il ne voyagea pas jusque sur l'île. Son texte évoque une église dédié à la Vierge, construite en marbre local, sur le modèle de Sainte-Sophie. Il affirme qu'elle était partagée entre les cultes catholique, à gauche (dans la chapelle Saint-Nicolas donc), et orthodoxe, dans la nef centrale. Coronelli décrit aussi la cour devant le bâtiment et ses tombes de seigneurs vénitiens, plus nombreuses depuis la guerre de Candie.
Lors du tremblement de terre du dimanche 9 décembre 1733, les voûtes nord et ouest, ainsi que le dôme principal, furent légèrement endommagés tandis que le clocher nord s'effondra. Les travaux de restauration furent entrepris par une riche famille pariote, d'abord par le chef de famille, Pétros Mavrogénis, puis par son fils, Nikólaos Mavrogénis, hospodar de Valachie,,. Une nouvelle façade de style baroque fut posée et trois clochers furent construits. De même, de nombreuses fenêtres furent bouchées afin d'augmenter la solidité des murs. Les fenêtres restantes furent aussi remaniées : le marbre trop lourd fut remplacé par du bois. Les restaurations principales sont dues à Pétros Mavrogénis qui dirigeait le conseil de fabrique, mais il ne les finança pas. S'il avança les sommes, l'Église le remboursa en lui offrant deux champs, qu'à son tour il offrit à la Panaghia Katapoliani en échange de prières pour le salut de son âme. Le fils Nikólaos finança quant à lui le décor d'argent sur plusieurs des icônes, comme le rappelle une inscription de 1788.
Au début du XXe siècle, les travaux des membres de la British School at Athens (Frederick William Hasluck (en) et Harry Herbert Jewell) ont relevé que les murs, intérieurs et extérieurs, étaient recouverts de couches successives de chaux, parfois de plus de trois centimètres d'épaisseur. Une épaisse couche de plâtre se trouvait sous la chaux des murs intérieurs. Celle-ci avait été posée sur une surface rugueuse afin de bien adhérer. Les coupoles étaient elles aussi recouvertes de matériau : de la chaux ou du plâtre grossièrement appliqué. Pour les coupoles les plus anciennes, sous la chaux, les archéologues mirent au jour une fine couche décorative de marbre de Paros en finition. Cela signifie qu'un décor peint ou en mosaïque n'était pas prévu : le marbre en empêchant l'adhésion.
La basilique a subi une longue restauration (1959-1966) sous la direction du professeur Anastássios Orlándos. Le financement principal vint de l'État grec, grâce au ministre adjoint des finances de l'époque, Dimitris Aliprantis, né sur Paros. Le professeur Orlandos débarrassa la basilique de tous les ajouts postérieurs à l'époque justinienne, même le chaulage qui ne remontait qu'au XVIIIe siècle, afin de lui faire retrouver son aspect considéré comme originel,,,.

## Les bâtiments

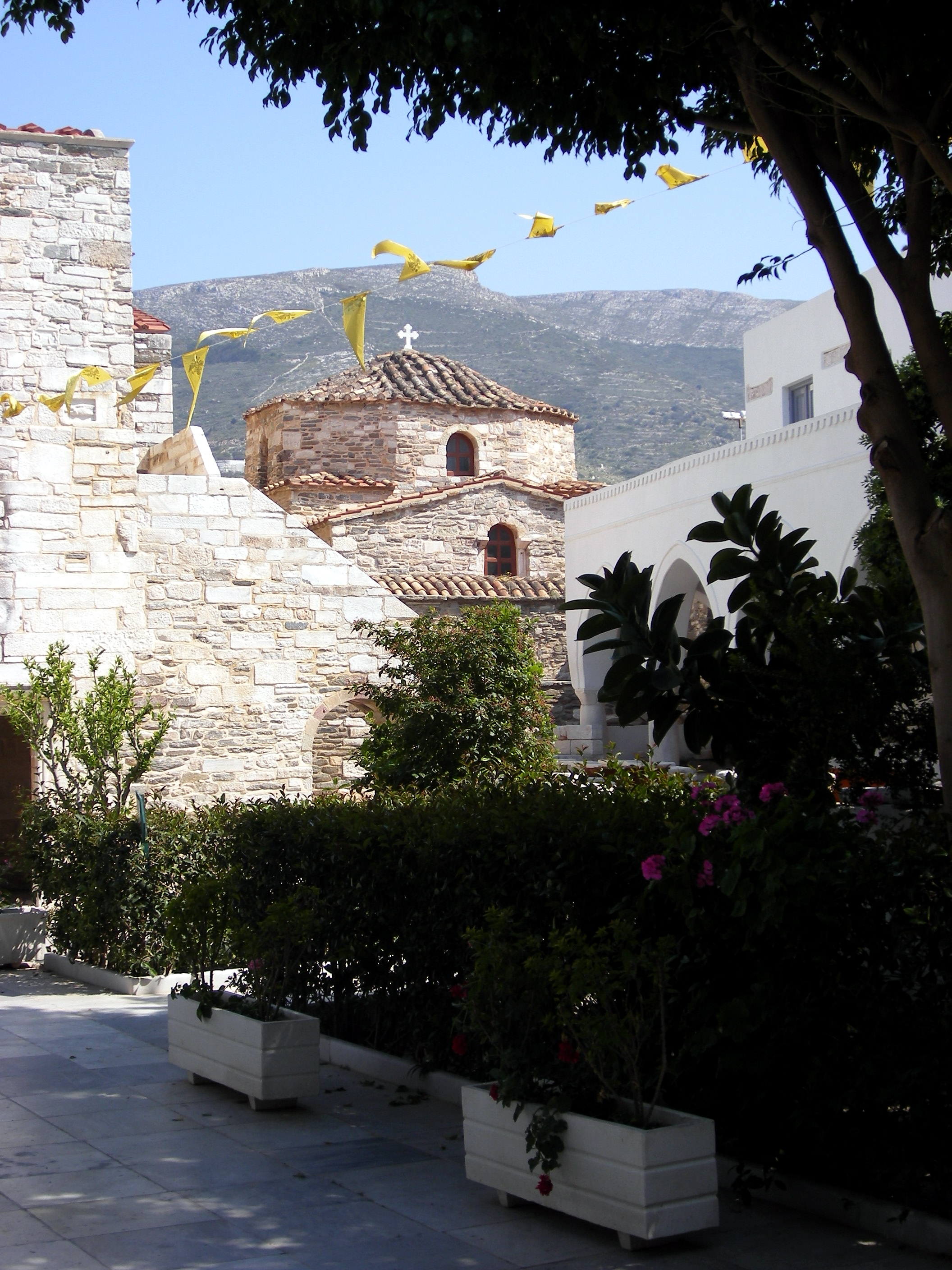
Le jardin, avec au fond le baptistère et sur la droite une partie du bâtiment abritant le musée byzantin.

La Panaghia Katapoliani se trouve à l'est de la ville moderne de Parikiá, hors de l'enceinte antique et médiévale : des tombes hellénistiques et romaines, alors en dehors de la ville, ont été découvertes sur le site. Les divers bâtiments et la basilique sont compris dans grand rectangle matérialisé par un mur percé à l'ouest d'une seule entrée et haut de huit mètres cinquante et long de 252 mètres. La cour intérieure où se trouve la basilique fait approximativement quarante-deux mètres de long sur trente-quatre mètres de large. Trois des côtés du rectangle sont en fait composés de bâtiments abritant des cellules de moines, sur deux étages, dont une partie ont été transformées en boutique pour les pèlerins, en musée byzantin et en bureaux pour l'évêché. Les murs furent construits en deux temps : d'abord la muraille elle-même, à l'époque du duché de Naxos afin de protéger le sanctuaire des attaques de pirates, puis, au XVIIe siècle, les cellules des moines. La majeure partie de la cour est aménagée en jardin et abrite des tombes, dont celle de Manto Mavrogenous,.
Les bâtiments ont été réalisés en marbre blanc local, parfois avec du remploi d'éléments architecturaux plus anciens. C'est la règle pour la chapelle Saint-Nicolas et le baptistère. Pour la grande église, du marbre fut importé : pour les colonnes de la nef et du transept (cipollino) ainsi que pour celles du ciborium (marbre gris provenant de la mer de Marmara). Il semblerait même que ces éléments aient été apportés déjà finis. Les colonnes de l'iconostase sont en un marbre bleu-gris veiné de brun qui ne provient pas non plus de l'île. Il n'a cependant pas été importé spécifiquement lors de la construction de l'église. Il semble avoir été prélevé sur un bâtiment antique, et donc importé durant l'Antiquité.
De nombreux (plus de 2 500) fragments d'architecture et de sculpture antiques ont été remployés pour les constructions de la basilique,. Dans l'église principale : les pilastres de marbre qui encadrent le portail proviennent d'un autel classique décoré de triglyphes dédié à Zeus Eleutherios (l'inscription ZEYΣ EΛEYΘEPIOΣ est encore visible sur le linteau du portail) ; les arches des colonnades qui séparent les nefs proviennent des temples archaïques du kastro ; les architraves et les bases des colonnes ont été empruntées à un temple hellénistique ; à droite de l'iconostase les pierres viennent d'un temple à Sérapis, comme le prouve l'inscription APXONTOΣ XAPH ΣEPAΠH. Les colonnes et architraves de la chapelle Saint-Nicolas sont issues d'un temple dorique de la fin de l'époque archaïque.

### Chapelle Saint-Nicolas

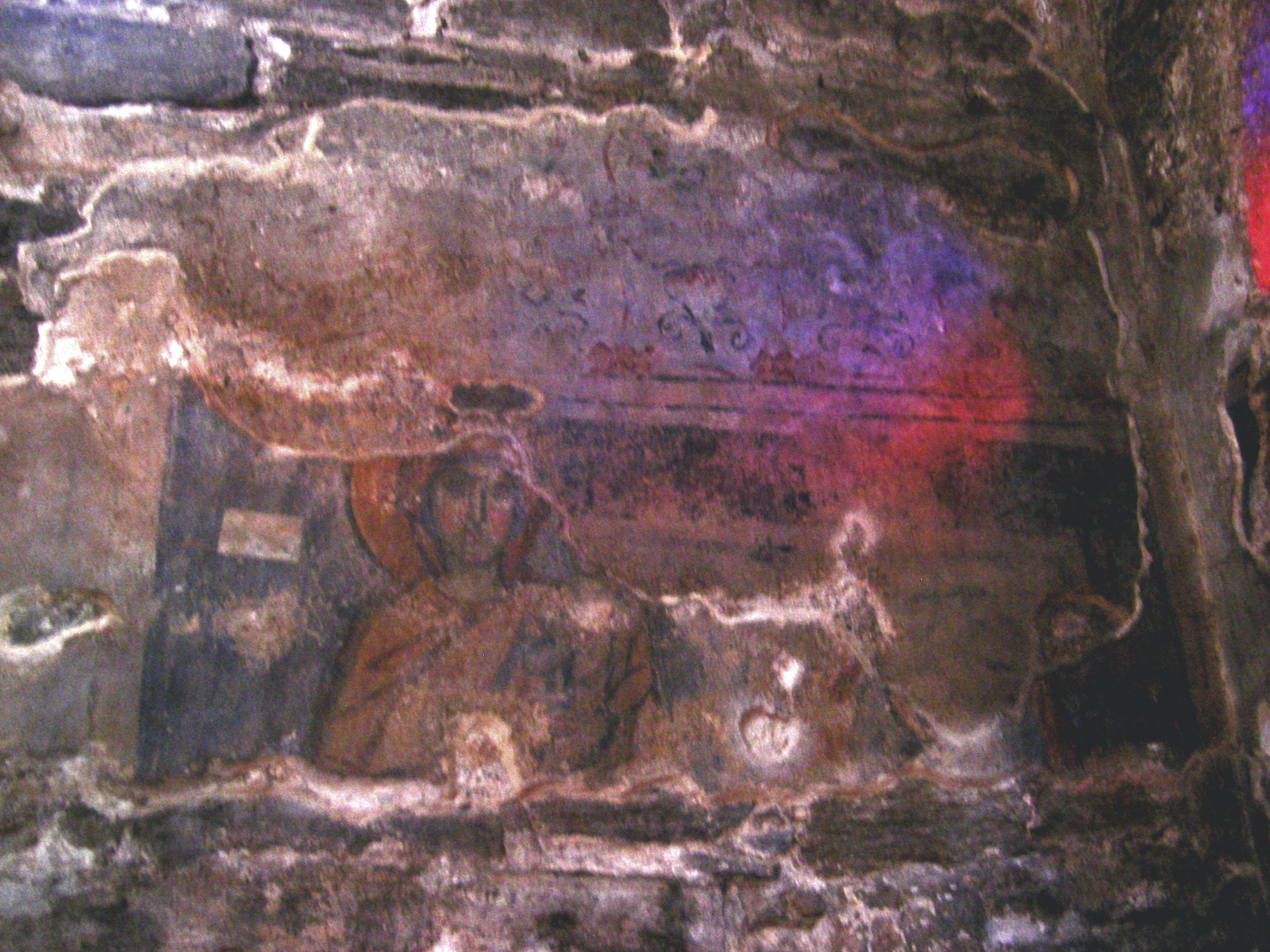
Fragment d'une fresque du : Sainte Elisabeth

Cette chapelle au nord-est de la basilique est la partie la plus ancienne de l'ensemble architectural (et de l'île de Paros en général). Elle est datée de 313-326. Elle a une forme rectangulaire (19 mètres sur 15 mètres), divisée en trois nefs séparées par des colonnes antiques de type dorique remployées,. Sa superficie actuelle est d'un peu moins de 150 m2. À l'origine, avec son narthex (maintenant inclus dans le transept de l'église principale), elle devait dépasser les 183 m2. La nef centrale est la plus large. À l'origine, elle était couverte d'un toit à deux pentes en bois, dans le style de la basilique paléochrétienne typique. À l'époque de Justinien, le toit fut remplacé par un dôme central et une demi coupole au-dessus de l'autel, l'ensemble en calcaire vert-jaune, lui donnant ainsi l'apparence d'une église en croix grecque inscrite. Le résultat est une combinaison exceptionnelle : une basilique avec un dôme. L'église fut d'abord dédiée à la Dormition de la Vierge. La chapelle actuelle est dédiée à Saint Nicolas, peut-être depuis que l'église principale est elle-même dédiée à la Vierge. L'iconostase en marbre pourrait remonter au XVe siècle, avec des parties plus anciennes. Trois icônes s'y trouvent : une Vierge Éléousa attribuée à Dimitrios, au XVIIIe siècle ; un Christ pantocrator du XVIIe siècle ; un Saint Nicolas de facture récente. Derrière l'iconostase, le petit synthronon de cinq gradins rappelle que l'évêque de Paronaxia siège aussi (et ce dès l'origine) sur Paros.
Dans la conque de l'abside, une fresque datant de 1736 représente le Christ et les Apôtres. Cependant, la fresque la plus importante de cette chapelle Saint-Nicolas est sur le mur nord. C'est la fresque la plus ancienne de toute la basilique : elle remonte au VIIe ou VIIIe siècle et représente Élisabeth la mère de Jean le Baptiste dans le style d'une « Vierge à l'enfant ».

### Baptistère

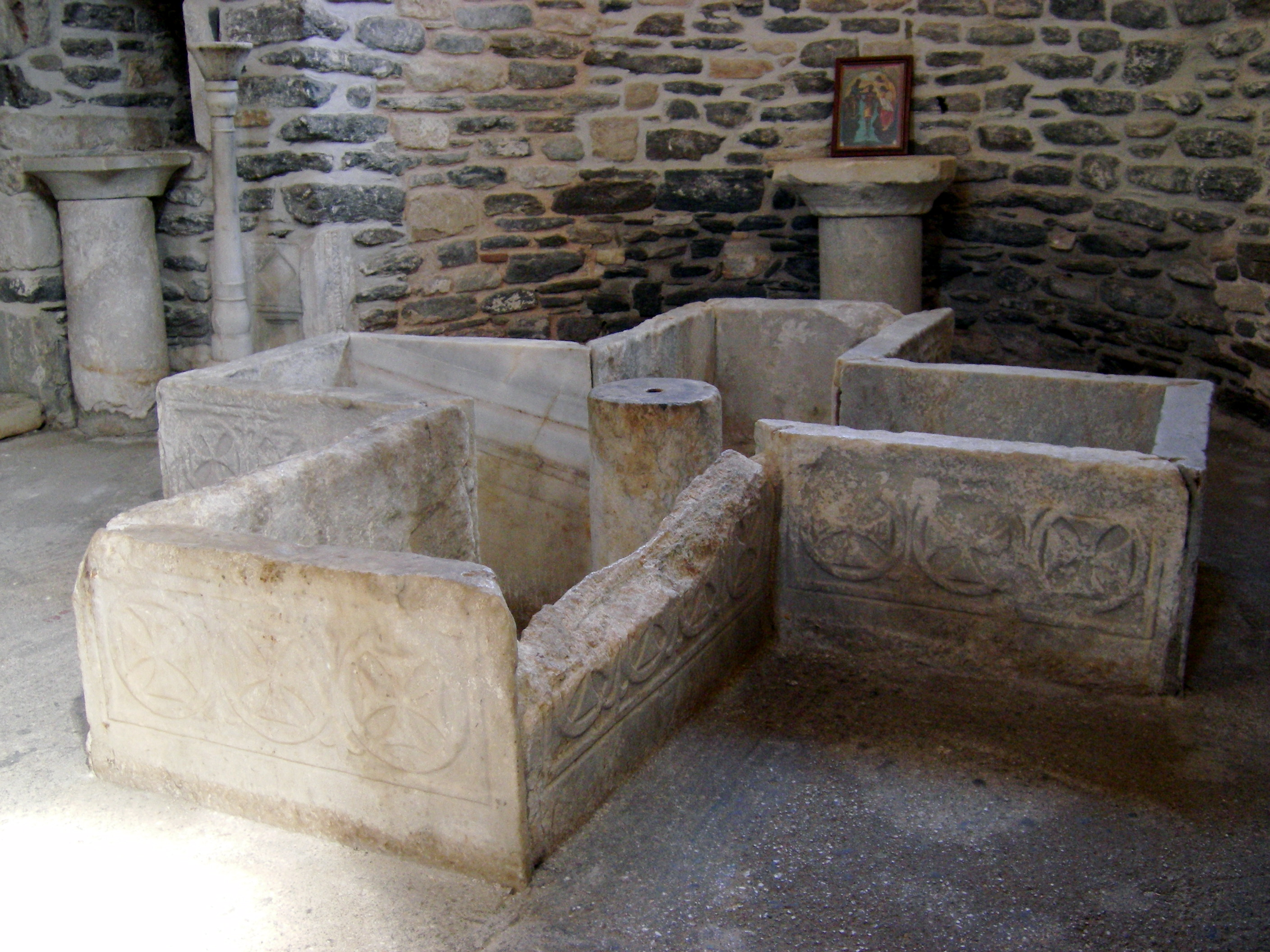
Les fonts baptismaux cruciformes du IVe siècle.

Les baptistères les plus anciens étaient très souvent construits à l'emplacement d'un martyre. Ainsi, par l'acte symbolique du baptême l'idée de mort et résurrection à une nouvelle vie (de chrétien ou dans l'au-delà) était rappelée. Il serait donc alors possible de dater la construction de ce baptistère pariote des premiers temps après l'Édit de Milan (313) de Constantin. Cependant, le saint qui aurait subi son martyre à l'emplacement du gymnase antique n'est pas (n'est plus) connu.
Le baptistère se trouve au sud de l'église principale. Il est bien sûr consacré à Jean le Baptiste. Il est considéré comme le plus ancien et le mieux préservé des baptistères de l'Orient orthodoxe. Sa construction remonte donc au IVe siècle. C'était alors une basilique paléochrétienne à trois nefs avec un toit en bois. Comme pour la chapelle Saint-Nicolas, il fut remanié au VIe siècle : son toit fut remplacé par un dôme et des coupoles en calcaire coloré,. Au centre, sous le dôme, se trouvent les fonts baptismaux (le Photistirion) ; ils remontent eux aussi au IVe siècle lorsqu'on baptisait encore des adultes par immersion totale. Ces fonts sont cruciformes et comportent en leur centre une petite colonne de marbre, élément unique en Grèce,,. Sa superficie actuelle est d'un peu plus de 220 m2. Il mesure 16,50 × 15 mètres. Il est relié par un narthex à l'église principale.
Sur le pilier nord-est soutenant le dôme, on peut apercevoir (difficilement) un fragment très abîmé de fresque représentant un hiérarque. Sur un mur, dans un aussi mauvais état de conservation, un jeune saint tenant une croix et couronné par un ange a été identifié à un Saint Georges,.

### L'église principale
Au sud-est de l'église principale, une minuscule chapelle ancienne, dédiée à l'apôtre Philippe, abrite une chapelle plus petite encore dédiée aux saints-Anargyres. L'ensemble fait maintenant office de diakonik,,.
L'église constantinienne fut construite vers 328-337. C'était une basilique paléochrétienne cruciforme, avec un toit en bois et une tour avec un dôme à la croisée du transept. Au centre se trouvait un ambo (pupitre surélevé). L'église était précédée vers l'ouest d'un atrium avec au centre une « phiale » (fontaine) pour l'eau bénite voire de plus amples ablutions des fidèles. Cet atrium, inclus dans la structure, faisait que l'église constantinienne était plus longue (56 mètres) que le bâtiment actuel,,. Cet atrium disparu occupait l'espace actuel de la cour-jardin où de nombreux fragments de marbre (datant des IVe au Xe siècles) sont exposés : ils proviennent probablement d'un bâtiment plus ancien remanié après un tremblement de terre. Les fouilles archéologiques du Professeur Orlándos ont ainsi mis au jour divers éléments architecturaux et une monnaie datant de Théodose Ier (fin du IVe siècle attestant l'existence de ce premier édifice. Il est difficile de savoir pourquoi ce premier bâtiment fut remplacé par la basilique actuelle, datant de l'époque justinienne. L'hypothèse la plus courante est celle d'une destruction par le feu,,. Anastássios Orlándos suggère un tremblement de terre. Cependant, cette construction d'un grand sanctuaire pourrait aussi s'inscrire dans le cadre d'une des politiques impériales de l'Empereur : lutte contre les hérésies et soutien à l'Église ou affirmation du pouvoir central.
L'église est précédée d'un exonarthex (portique) abritant les tombes datant du XVIIe siècle de la famille vénitienne Condili et de la famille pariote Mavrogenis. Il est percé de trois portes, une par nef, le portail central pour la nef centrale étant le plus grand. L'église, consacrée à la Dormition de la Vierge, est inscrite dans un rectangle de 40 × 25 m,,. Sa superficie actuelle est d'un peu moins de 728 m2. Elle fut construite à l'époque de Justinien ou d'un de ses successeurs et remonte à la seconde moitié du VIe siècle. Elle combine elle aussi les aspects de basilique cruciforme à dôme avec ceux d'église à plan centré avec dôme. La croisée du transept est surmontée d'une coupole soutenue par quatre piliers. Les nefs latérales font toutes la largeur du bâtiment, transept inclus. Ces nefs latérales sont séparées de la nef centrale par une colonnade. Tout autour de la nef centrale et des bras du transept court, au-dessus de la colonnade, le gynécée : la galerie des femmes qui date du moment où hommes et femmes étaient encore séparés lors des messes,,. La balustrade est constituée de plaques de marbre ornées, le plus souvent de chrisme.
Le long du mur de la nef nord se trouve une petite chapelle dédiée à sainte Théoctiste, installée au-dessus de la tombe de celle-ci. Derrière l'iconostase, dans le bêma, peuvent s'apercevoir les bancs de marbre du synthrônon (amphithéâtre capitulaire) épousant la forme de l'abside et le ciborium couvrant l'autel principal. Le ciborium, daté du VIe siècle est un des plus anciens connus. Il incorpore quatre colonnes antiques remployées : les chapiteaux remontent au Ve siècle tandis que les fûts des colonnes sont en marbre provenant de la mer de Marmara. Sous l'autel coule une source à laquelle aurait bu Sainte Théoctiste selon la légende. Un puits est d'ailleurs encore en usage dans le bêma,,.
L'intérieur de l'église est quasiment nu. La monochromie est à peine rompue par les différences de teinte de la pierre. Cet état de fait est dû à la restauration du début des années 1960 quand l'équipe du professeur Orlandos fit disparaître l'intégralité du décor baroque mis en place par les Vénitiens pour revenir au style byzantin originel. Peu de fresques (remontant toutes au XVIIe ou XVIIIe siècle) sont encore visibles dans l'église principale. Elles dataient d'avant la réfection vénitienne du XVIIIe siècle. Elles furent alors martelées pour créer des creux où le plâtre puis l'enduit de chaulage pouvaient mieux adhérer. Elles ont donc été fortement abîmées avant d'être longtemps cachées. Les travaux de restauration du Professeur Orlandos les ont fait réapparaître, mais en fort mauvais état,. Quelques scènes tirées de l'Ancien Testament peuvent encore difficilement s'apercevoir çà et là. Dans une conque sur la droite du narthex, une « Vierge Nikopoios » (de Victoire), avec le Christ en médaillon sur la poitrine, est flanquée des archanges Michel et Gabriel. Sur les quatre pendentifs de la coupole centrale sont représentés des séraphins. Sur le mur nord peut se voir une « Vierge Hodegetria ». Les fresques les mieux conservées sont celles représentant les vingt-quatre oikoi (couplets) de l'hymne acathiste.
L'iconostase est de facture vénitienne et date de 1611. Cependant, il remploie des éléments antiques comme le montrent les décors gravés sur les colonnes. Elle présente diverses icônes du XVIIe siècle recouvertes d'argent en 1788 par Nikólaos Mavrogénis : un Christ entouré de vignettes évoquant le Dodékaorton (les douze fêtes orthodoxes principales) et surmonté d'un Dieu le père au milieu des anges et des séraphins ; une Vierge dite « Ekatontapyliani », réputée miraculeuse. Au-dessus de la porte de l'iconostase se trouve une Trinité entourée de la Vierge, Saint Jean Baptiste et d'anges datant de 1759. Sur la porte elle-même, l'archange Saint Michel remonte à 1666. Il est surmonté d'un Ecce homo. D'autres icônes sont visibles ailleurs dans l'église : un Christ en grand prêtre (1759) fut ajouté sur le siège épiscopal daté de 1853 ; une « Vierge de la Passion » dite aussi « Vierge du vendredi » et par assimilation « Aghia Paraskévi » datant du XVIe siècle au pied d'une colonne sud-ouest ; une Vierge orante au pied d'une colonne nord-ouest qui s'est révélée ancienne (XIIe siècle) à la suite d'une restauration qui a enlevé son revêtement d'argent ; une Trinité et une consécration de Jacques le majeur le long du mur nord (XVIIIe siècle),,.

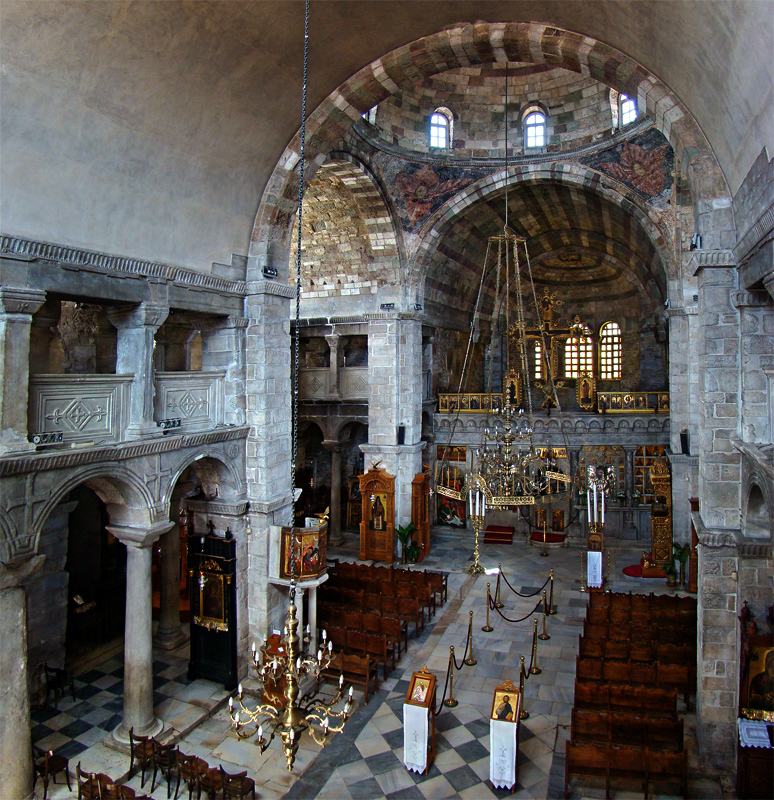
Vue globale de l'intérieur de l'église principale.
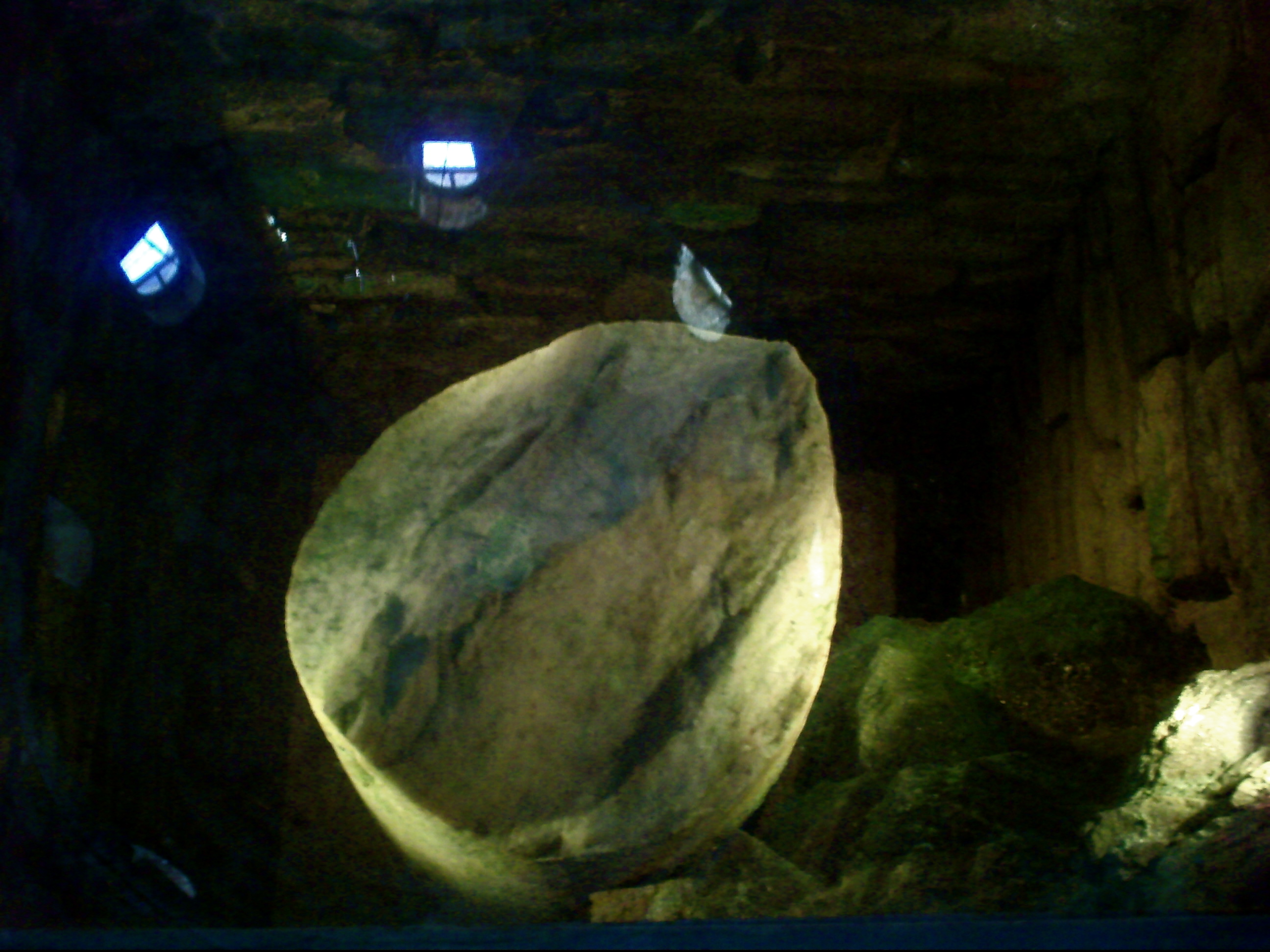
Colonne antique sous l'église principale.
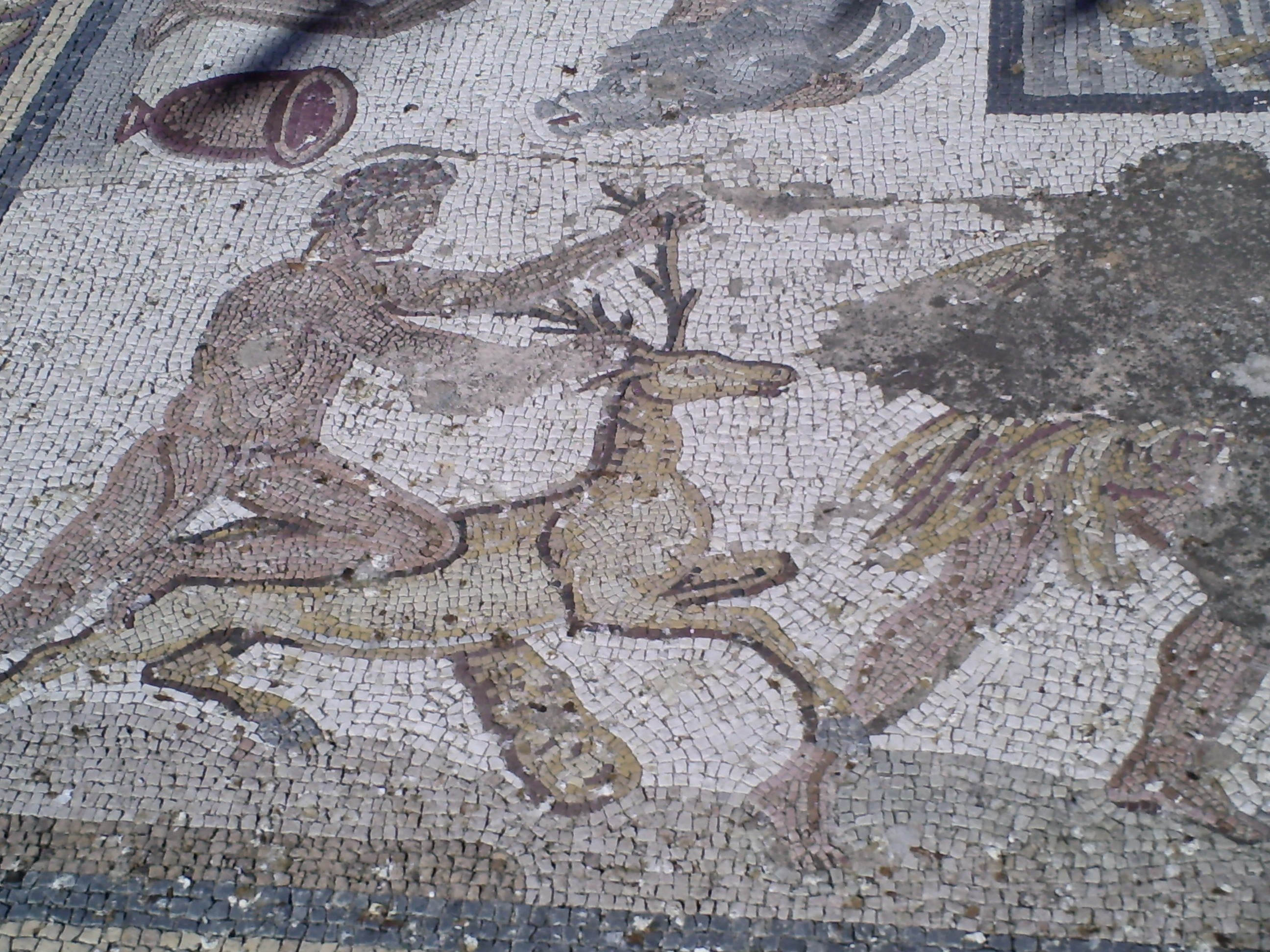
Mosaïque représentant les Travaux d'Héraclès, découverte sous l'église principale.
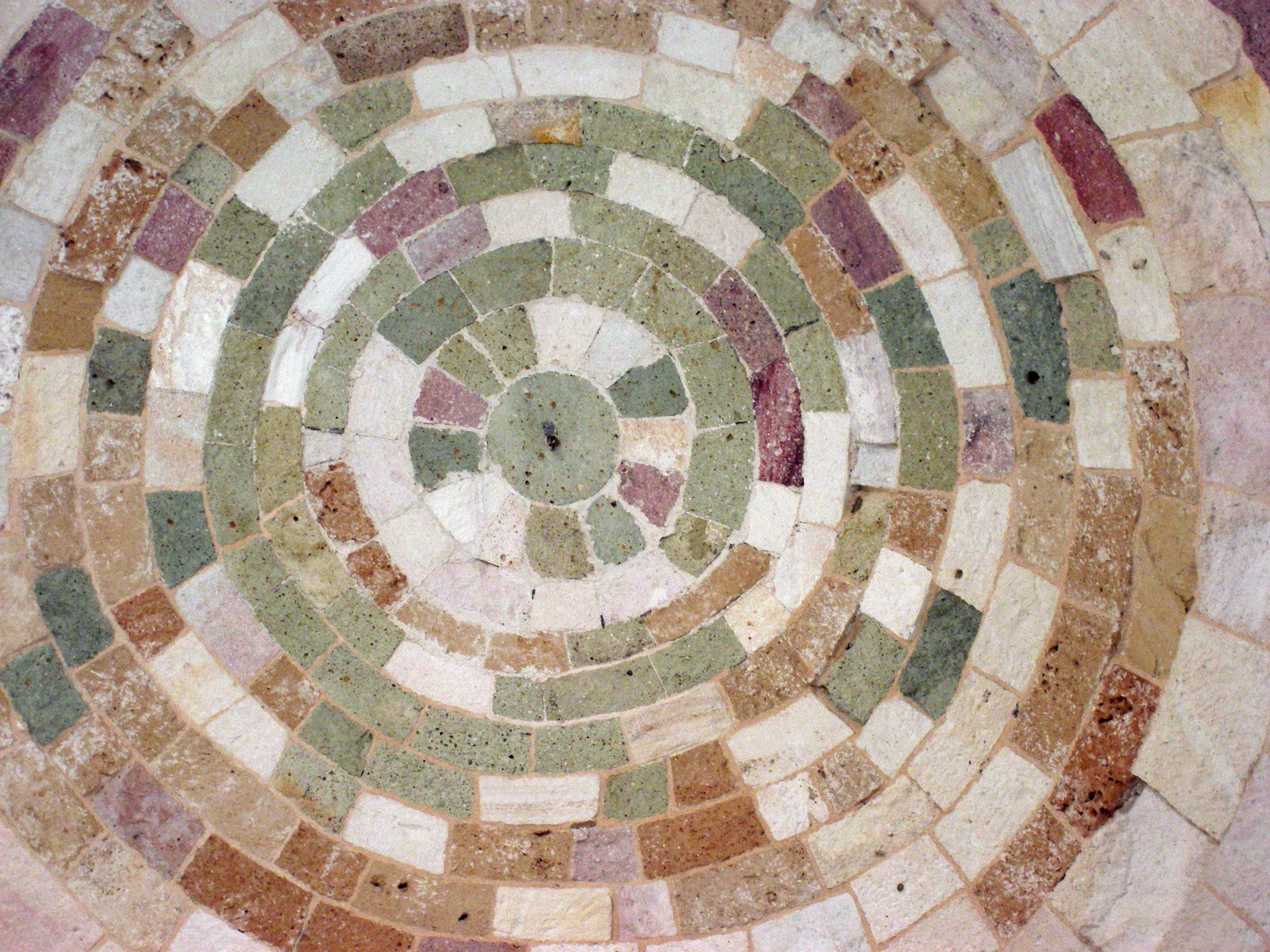
Coupole secondaire de la basilique justinienne, calcaire polychrome (comme dans le baptistère ou la chapelle Saint-Nicolas).
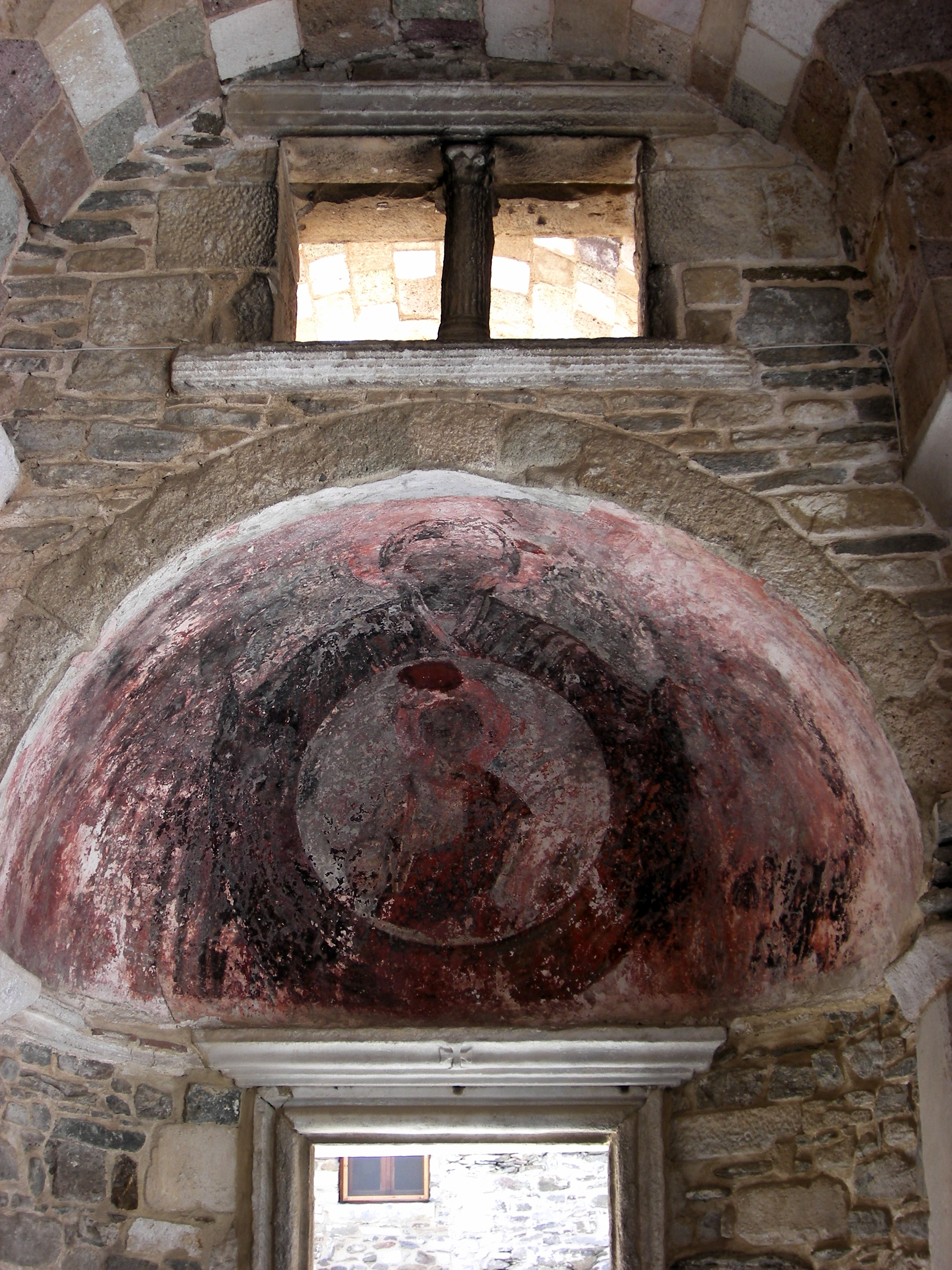
« Vierge Nikopoios ».